# Aktienanleihe
Eine Aktienanleihe (auch Aktienandienungsanleihe, englisch reverse convertible bond oder englisch equity linked bond) ist ein strukturiertes Finanzprodukt und enthält ein eingebettetes Derivat, durch das der Emittent das Recht erhält, am Ende der Laufzeit entweder den Nominalbetrag zu 100 % zurückzuzahlen oder eine bestimmte Anzahl an (vorher festgelegten) Aktien zu liefern. Zusätzlich erhält der Anleger eine oder mehrere Kuponzahlungen. Der Zinssatz des Kupons ist in der Regel deutlich höher als bei einer herkömmlichen Standardanleihe.

## Allgemeines
Ist der Basiswert eine Aktie, spricht man von einer Aktienanleihe. Ist die Rückzahlung abhängig von der Entwicklung eines Börsenindex (z. B. des DAX), handelt es sich um eine Indexanleihe. Pendant ist die Wandelanleihe, bei der jedoch nicht der Emittent, hier eine AG, sondern der Käufer (innerhalb einer definierten Frist) zur Umwandlung in Aktien berechtigt ist.
Aktienanleihen sind aus Sicht des Emittenten Instrumente zur Kapitalbeschaffung, als Grundlage für Handelsaktivitäten und zur Kurssicherung für eigene oder die Wertpapiere Dritter. Für den Anleger sind sie Kapitalanlagen mit hohem Zinsertrag, und – im Vergleich mit Standardanleihen – mit hohem Kursrisiko verbunden.

## Konstruktion und Funktionsweise einer Aktienanleihe
Eine Aktienanleihe ist ein Zertifikat, in dem eine festverzinsliche Anleihe mit festgelegtem Nominalbetrag (z. B. 1000 Euro) mit dem Wahlrecht des Emittenten zur Tilgung der Anleihe gekoppelt ist: Der Emittent kann am Laufzeitende wählen, ob er den Nominalbetrag zurückzahlt oder eine vorher festgelegte Anzahl (Bezugsmenge oder Ratio genannt) bestimmter Aktien („Basiswert“) liefert. Abhängig vom Kurs des zu Grunde liegenden Wertpapiers am Bewertungsstichtag (kurz vor dem Ende der Laufzeit) im Vergleich zum „Basispreis“ (auch Ausübungspreis, Andienungsschwelle oder Strike genannt) wird der Emittent bei niedrigerem Aktienkurs Aktien liefern („andienen“), andernfalls den Nominalbetrag zurückzahlen. Von einem über den Basispreis steigenden Aktienkurs kann der Anleger bei Fälligkeit nicht partizipieren; der Rückzahlungsbetrag ist auf die Höhe des Nominalbetrags begrenzt („gedeckelt, Cap“).
Der Anleger wird damit implizit zum Stillhalter einer Verkaufsoption („Put“) und sichert für den Emittenten im Fall Aktienkurs niedriger als Basispreis bei Fälligkeit das Kursrisiko für Aktien des Basiswerts in unbegrenzter Höhe – bis zum Totalverlust. Im Gegensatz zum klassischen Put wird der abgesicherte Basispreis an den Optionsinhaber (den Emittenten der Anleihe) nicht bei Ausübung gezahlt, sondern bereits mit dem Kaufpreis der Aktienanleihe beim Erwerb.
Der Kaufpreis einer Aktienanleihe ergibt sich aus dem Nominalbetrag der Anleihe multipliziert mit ihrem aktuellen Kurs in Prozent. Bei Emission der Aktienanleihe wählt die emittierende Bank den Basispreis häufig nahe am aktuellen Kurs der unterliegenden Aktie, sodass die Aktienanleihe bei 100 % notiert. Während der Laufzeit der Anleihe orientiert sich ihr Kurs i. W. am Kurs der Basisaktie, dessen Verlauf und Volatilität – mit u. U. erheblichen Kursrückgängen. Weiterhin sind im Kurs meist die zu erwartende Rendite aus den Zinsen für die Restlaufzeit und/oder veränderte Risikoabschätzungen (z. B. für den Aktienkurs oder die Emittentenbonität) eingerechnet. Die Aktienanleihe kann über eine „Zeichnung“ (im Rahmen der Emission) erworben oder zu einem späteren Zeitpunkt – zu dem dann jeweils gegebenen Kurs – gekauft und verkauft werden. Gehandelt werden stets ganze Anleihen (1 Stück) oder ein Vielfaches davon.
Bei der Emission der Anleihe wird ein Zinssatz festgelegt, der dem Anleger zu festgelegten Zinsterminen und/oder bei Fälligkeit der Anleihe (sowohl bei Rückzahlung des Nominalbetrags als auch bei Aktien-Andienung) gezahlt wird. Der gegenüber einer marktüblichen Verzinsung höhere Zinssatz ergibt sich u. a. weil eine Stillhalter-Optionsprämie eingerechnet ist. Zinsen werden aus dem Nominalbetrag der Anleihe berechnet.
Beim Kauf einer Anleihe nach dem Emissionszeitpunkt werden dem Käufer in der Regel die seit dem Emissionstermin bzw. dem letzten Zinstermin angefallenen Stückzinsen belastet. Am darauf folgenden Zinstermin, bei einem vorzeitigen Verkauf der Anleihe oder bei deren Fälligkeit erhält der Anleger die Zinsen für den Zinszeitraum seit dem letzten Zinstermin, also inkl. evtl. beim Kauf gezahlter Stückzinsen.
Die Bank als Emittent der Anleihe verwendet den gezahlten Kaufpreis im Rahmen ihres Geschäftsmodells, z. B. durch Kreditvergabe, eigene verzinsliche Anlagegeschäfte oder andere Bankaktivitäten. Mit der erworbenen Verkaufsoption kann sie z. B. eigene Aktien gegen Kursverluste absichern oder anderen Kunden Verkaufsoptionen anbieten – um deren Aktienbestände abzusichern oder zu Spekulationszwecken; dafür erhält sie selbst eine Optionsprämie.

### Konstellationen bei Fälligkeit

Konstellationen bei Fälligkeit einer Aktienanleihe

Der Basispreis der Aktienanleihe und der Kurs der Aktie am Bewertungsstichtag bestimmen bei Laufzeitende die Form der Tilgung:
- Liegt der Kurs der Aktie unterhalb des Basispreises, so wird der Anleiheemittent (als Erwerber der Verkaufsoption) die Option „ausüben“ und dem Stillhalter (d. h. dem Käufer der Aktienanleihe) die festgelegte Anzahl an Aktien liefern. Da nur ganze Stücke geliefert werden können, wird dem Anleiheinhaber im Falle evtl. Ratio-Dezimalstellen bei Fälligkeit anteilig ein Barausgleich (auch „Barabgeltung“ genannt; aus: Teilaktien gem. Ratio * Kurs bei Fälligkeit * Anzahl Anleihen) gezahlt.
- Liegt der Kurs der Aktie über dem Basispreis, so wird der Emittent der Anleihe die Verkaufsoption nicht ausüben; der Erwerber der Aktienanleihe erhält deren Nominalbetrag ausgezahlt – unabhängig vom Erwerbspreis der Anleihe.
- Zinsen werden in beiden Fällen zusätzlich gezahlt.

### Berechnung des Erfolgs
Gewinn aus der Aktienanleihe entsteht, wenn (bei Fälligkeit) die Summe aus dem Gegenwert erhaltener Aktien inkl. evtl. Barabgeltung bzw. dem erhaltenen Nominalbetrag oder (bei vorzeitigem Verkauf) dem erzielten Kurswert für die Anleihe plus (in beiden Szenarien) den erhaltenen Zinsen und gezahlter Provisionen etc. höher ist als der beim Erwerb gezahlte Betrag; Verlust im umgekehrten Fall.
Für den Anleger ergibt sich also der Erfolg aus den folgenden, mit plus (+) bzw. minus (-) gekennzeichneten Komponenten:
1. (-) Kaufpreis der Anleihe: Je nach aktuellem Aktienkurs und Basispreis kann er deutlich unter 100 Prozent des Nominalwerts liegen.
2. (+) Zinserträge: Zinsen werden in allen Fällen gezahlt und fließen dem Anleger ab dem Zeitpunkt des Erwerbs, ggf. nach Zahlung von Stückzinsen (-) bis zum Verkauf bzw. bis zur Fälligkeit zu.
3. (+) Verkaufspreis der Anleihe: Bei vorzeitigem Verkauf der Anleihe.
4. (+) Nominalbetrag: Bei Tilgung der Anleihe (wenn der Kurs des unterlegten Wertpapiers höher ist als der Basispreis).
5. (+) Kurswert angedienter Aktien: Bei Andienung der Aktien zum Fälligkeitstermin. Der Wert der Aktien bei Fälligkeit ist anstelle des Nominalbetrags als Tilgungsbetrag zu interpretieren. Er ist in jedem Fall niedriger als der Nominalbetrag und kann bei extremen Kursrückgängen nahe bei Null liegen. Zum Erlös ist auch ein evtl. gezahlter Barausgleich für nicht lieferbare Teilstücke zu zählen.
6. (+) Erweitert man die Renditebetrachtung über den Fälligkeitszeitpunkt der Anleihe hinaus, so kann ein späterer Kurswert oder Verkaufserlös der erhaltenen Aktien stellvertretend für den Kurswert gem. 5 als Renditekomponente betrachtet werden.
7. (-) Alle gezahlten Gebühren (bei Kauf, Verkauf, Fälligkeit etc.) sind sowohl steuerlich als auch unter Renditegesichtspunkten relevante Größen.
8. (+/-) Anfallende Steuern (Abgeltungssteuer aus den getätigten Transaktionen (2, 3, 4, 6) sind gemäß dem individuellen Steuerstatus (Einkommensteuer) des Anlegers (Freibetrag etc.) zu berücksichtigen.

Werden bei Fälligkeit erhaltene Aktien vorläufig „gehalten“ und erst mit zeitlichem Abstand zur Fälligkeit verkauft (ggf. in mehreren Teilen), so kann, abhängig von späteren Kursverläufen der Aktien der Erfolg aus der Anleihe nachträglich höher werden (bei Kurserholung), aber auch (bei weiteren Kursverlusten) geringer werden. Dies wird auch steuerlich (Abgeltungssteuer) so behandelt. Für die verlängerte Haltedauer entsteht erneut ein Kursrisiko.

## Weitere Formen von Aktienanleihen
Neben der Standardform treten im Markt weitere Typen von Aktienanleihen auf. Hierzu sind die nachfolgenden Beschreibungen nur Anhaltspunkte, die in konkreten Fällen von den Emittenten anders definiert sein können:
- Indexanleihe: Das Prinzip ist dasselbe wie bei einer Aktienanleihe. Liegt der Kurs des unterliegenden Index unterhalb des Basispreises, so erfolgt die Tilgung in der Regel durch Barausgleich, bei manchen Emissionen ausnahmsweise durch ein Indexpapier.
- Aktienanleihe Plus / Aktienanleihe Protect: Hierbei wird zusätzlich zum Basispreis ein 'Barrierekurs' vereinbart, dessen Unter- oder Nicht-Unterschreitung während der Laufzeit die Rückzahlungsform der Aktienanleihe bei Fälligkeit bestimmt: Nominal oder Aktien, z. T. unabhängig vom dann aktuellen Aktienkurs.
- Multi-Aktienanleihe: Basiswert sind mehrere Aktien – mit unterschiedlichem Basispreis. Die Rückzahlungsform orientiert sich z. B. an der Aktie mit der schlechtesten Kursentwicklung.
- Protect Multi-Aktienanleihe: Auch hier treten mehrere Aktien als Basiswerte auf. Zusätzlich sind Schwellwerte definiert, deren Unter- oder Überschreitung (bei einer oder allen Aktien) die Form der Rückzahlung bestimmt.

Während der Laufzeit der Anleihe können die Stückzinsen über die Sonderform flat Notiz behandelt werden. Dies bedeutet, dass die Zinsen nicht gesondert berechnet werden (zu zahlen beim Kauf, vergütet beim Verkauf), sondern dass der zeitanteilige Zinsbetrag im jeweiligen Kurswert der Anleihe eingerechnet wird. In manchen Ländern oder abhängig vom Emittenten ist diese Form der Stückzinsbehandlung Standard.

## Kennzahlen
Im Handel mit Aktienanleihen werden verschiedene Finanzkennzahlen verwendet:
- Volatilität: Die Volatilität ist ein Risikomaß und zeigt die Schwankungsintensität des Preises innerhalb eines bestimmten Zeitraums. Je höher die Volatilität, umso stärker schlägt der Kurs nach oben und unten aus und desto riskanter aber auch chancenreicher ist eine Investition in das Basisobjekt. Historische (in der Vergangenheit gemessen) und implizite Volatilität (die zukünftig erwartete Schwankungsstärke) werden unterschieden.[1] Bei Aktienanleihen ist die Volatilität des Basiswerts (Aktie) von Bedeutung.
- Hebel: Eine Kennzahl, die ausdrückt, wie stark sich der Kurs der Aktienanleihe abhängig von der Veränderung des Basiswerts verändert.
- Seitwärtsrendite: Die Rendite für die Aktienanleihe, die erreicht wird, wenn sich der Kurs der Aktie bis zur Fälligkeit nicht mehr verändert.
- Maximalrendite: Wird erreicht wenn der Aktienkurs den Basispreis erreicht oder überschreitet.

## Steuerliche Behandlung
Aktienanleihen werden in Deutschland seit Einführung der Abgeltungsteuer nicht mehr gegenüber den in der Struktur ähnlich aufgebauten Discountzertifikaten benachteiligt.
Für nach 2008 erworbene Aktienanleihen gelten folgende Regelungen (für alte Bestände gelten Sonderregeln):
- Kauf der Anleihe: Evtl. gezahlte Stückzinsen sind steuerrelevant, d. h. die darauf anfallende Abgeltungssteuer wird vergütet oder mit späteren Steuerbeträgen verrechnet.
- Verkauf vor Fälligkeit: Veräußerungserfolg = Kurserfolg (Differenz zwischen dem Kurs der Aktienanleihe bei Kauf und bei Verkauf) + Zinsen ./. gezahlte Stückzinsen ./. gezahlte Gebühren. Gewinn ist zu versteuern, Verlust ist mit allen abgeltungssteuerpflichtigen Erträgen verrechenbar.
- Fälligkeit (mit Nominalrückzahlung): Zinsen und evtl. Kursgewinne (./. Gebühren) sind abgeltungssteuerpflichtig; Kursverluste mit allen abgeltungssteuerpflichtigen Erträgen verrechenbar.
- Fälligkeit (mit Aktienandienung): Die Zinsen und die evtl. anfallende Barabgeltung[2] sind abgeltungssteuerpflichtige Kapitalerträge. Der Kaufpreis der Anleihe (./. Gebühren) gilt als Erwerbspreis der tatsächlich erhaltenen Aktien (ohne Barabgeltung), aus dem sich erst bei der späteren Veräußerung (./. Verkaufsgebühren) der steuerrelevante Erfolg ergibt: Dann sind Gewinne zu versteuern, Verluste sind nur mit Gewinnen aus Aktiengeschäften verrechenbar. Hierzu Vermeidungsstrategie: Anleihe kurz vor Fälligkeit verkaufen.

## Risiken im Vergleich zur Anlage in den Basiswert
Bei einer Abwägung zwischen der Investition direkt in den Basiswert (bei einer Aktienanleihe also direkt in die Aktie) und in die Aktienanleihe gilt folgende Risikostruktur:
- Der Zins wird ungeachtet der Tilgung der Aktienanleihe immer bezahlt. So betrachtet ist ein Totalverlust (abgesehen vom Emittentenrisiko, s. u.) nicht möglich (dies ist auch einer der Gründe, weshalb eine Aktienanleihe als Finanzinnovation eingestuft wird). Dennoch muss sich der Anleger bewusst sein, dass er im Grunde fast im vollen Aktienmarktrisiko steht.
- Steigt der Kurs des zugrunde liegenden Werts besonders stark an (also höher als Ausübungspreis zzgl. Kupon), entgehen dem Anleger Kursgewinne und auch evtl. Dividendenzahlungen, die er bei einem Direktinvestment in den Basiswert hätte realisieren/erzielen können.
- Bei fallendem Aktienkurs während der Laufzeit kann sich der Kurs der Anleihe überproportional reduzieren. Bei einem Verkauf der Anleihe vor dem Fälligkeitstermin wird dann ein höherer Veräußerungsverlust entstehen, evtl. reduziert um erhaltene Stückzinsen.
- Eine Aktienanleihe ist eine Anleihe, für die es zwar ein Zinszahlungsversprechen gibt, aber kein Tilgungsversprechen auf den Nominalwert. Sie trägt ein Emittentenrisiko: Sofern die begebende Bank zahlungsunfähig werden sollte, sind die Rückzahlung und noch ausstehende Zinszahlungen der Aktienanleihe nicht mehr sicher.

## Kauf einer Aktienanleihe
Das Risiko einer Aktienanleihe ist nur etwas geringer als bei einer Direktanlage in den Basiswert. Der Anleger wird an Verlusten nahezu vollständig, an Gewinnen jedoch nur begrenzt beteiligt, weil der Gewinn nach oben „gedeckelt“ ist. Es empfiehlt sich daher, diese Produkte nur in Erwartung moderat steigender bzw. gleich bleibender Kurse zu erwerben. Der wesentlich höhere Zinssatz (Kupon) ist allerdings ein Risikopuffer für Verluste aus einer negativen Kursentwicklung der Aktie, weshalb Aktienanleihen auch oft mit Discountzertifikaten verglichen werden.
Da sich Gewinne und Verluste im Wesentlichen aus der Entwicklung des Basiswertes ergeben, ist eine gründliche Informationsbeschaffung hinsichtlich des Basiswertes enorm wichtig.